# Еліса і Марсела
«Еліса і Марсела» (ісп. Elisa y Marcela) — іспанський драматичний фільм 2019 року, поставлений режисеркою Ісабель Койшет. Світова прем'єра відбулася 13 лютого 2019 року на 69-му Берлінському міжнародному кінофестивалі, де фільм брав участь в основній конкурсній програмі у змаганні за «Золотого ведмедя» .

## Сюжет
Коли Марсела і Еліса зустрілися вперше у вищій школі, це було кохання з першого погляду. Кульмінацією їхніх любовних стосунків став перший відомий в Іспанії одностатевий шлюб: під час церемонії в надії обкрутити круг пальця католицьку церкву одна з них зображала чоловіка. Проте сімейне щастя лесбійської пари тривало недовго. Незабаром підробку було виявлено, що призвело до колосального скандалу і подальшої еміграції.

## У ролях
| • Наталія де Моліна | … | Еліса Санчес Лоріга  |
| • Грета Фернандес   | … | Марсела Грасія Ібеас |
| • Сара Касасновас   | … | Ана                  |
| • Марія Пужалте     | … | мати Марсели         |
| • Франсеск Орелья   | … | батько Марсели       |
| • Хорхе Сукет       | … |                      |
| • Льюїс Омар        | … |                      |
| • Тамар Новас       | … | Андрес               |
| • Маноло Соло       | … |                      |
| • Мануель Лоуренсо  | … |                      |
| • Таня Ламата       | … |                      |

## Знімальна група
- Автори сценарію — Ісабель Койшет, Нарцисо де Габрієль
- Режисер-постановник — Ісабель Койшет
- Продюсери — Хосе Кармона, Саса Себальос
- Виконавчі продюсери — Хоакін Падро,Мар Таргарона
- Оператор — Дженніфер Кокс
- Композитор — Софія Оріана Інфанте
- Монтаж — Бернат Арагоньєс
- Художник-постановник — Сільвія Штейнбрегт
- Художник-костюмер — Мерсе Палома
- Підбір акторів — Ірен Роке́

## Нагороди та номінації
| Список нагород та номінацій                | Список нагород та номінацій | Список нагород та номінацій | Список нагород та номінацій | Список нагород та номінацій | Список нагород та номінацій |
| Кінофестиваль/Кінопремія                   | Рік                         | Категорія                   | Номінант(и)                 | Результат                   | Дж                          |
| ------------------------------------------ | --------------------------- | --------------------------- | --------------------------- | --------------------------- | --------------------------- |
| 69-й Берлінський міжнародний кінофестиваль | 2019                        | Золотий ведмідь             | Еліса і Марсела             | Номінація                   |                             |
| 69-й Берлінський міжнародний кінофестиваль | 2019                        | Премія «Тедді»              | Еліса і Марсела             | Номінація                   |                             |